# Palacio de Kubadabad
El Palacio de Kubadabad (en turco: Kubadabad Sarayı) era un complejo de residencias de verano construidas para el sultán Kayqubad I (1220-1236), gobernador del Sultanato de Rum. El palacio está situado en el suroeste de las costas del lago Beyşehir en el suroeste de la Anatolia central, en Turquía, a poco más de 100 kilómetros al oeste de la capital selyúcida de Konya.
El sitio era conocido anteriormente solo en las descripciones del historiador contemporáneo  Ibn Bibi, quien escribió que hacia el final de su reinado Kayqubad elaboró planes para el palacio y le asignó la responsabilidad de su cumplimiento a su visir Saad al-Din kopek. Los restos del palacio fueron descubiertos en 1949 y posteriormente excavados por primera vez en la década de 1960 por la arqueóloga alemana Katharina Otto-Dorn y más recientemente por un equipo de la Universidad de Ankara dirigido por Ruchan Arik.